# Lista de políticos de Portugal associados ao sector imobiliário
Em baixo segue-se uma lista de políticos de Portugal que têm ou tiveram participação no sector imobiliário em funções governativas.

## Ministros e secretários de estado

### XXIV Governo:
- Primeiro-ministro Luís Montenegro.[1][2][3] (caso Spinumviva)
- Ministro Adjunto e da Coesão Territorial Manuel Castro Almeida.[4]
- Ministra da Justiça Rita Alarcão Júdice.[5]
- Ministra do Trabalho, Solidariedade e Segurança Social Maria do Rosário Palma Ramalho.[5]
- Secretário de Estado da Administração Local e Ordenamento do Território Hernâni Dias.[6]
- Secretário de Estado do Desporto, Emídio Guerreiro.[7]
- Secretário de Estado da Presidência do Conselho de Ministros Paulo Lopes Marcelo.[8]
- Secretário de Estado Adjunto da Presidência Rui Armindo Freitas.[8]

## Deputados e parlamentares

### Presidência da Assembleia da República
- José Pedro Aguiar-Branco.[9][7]

### BE
- Ricardo Robles.[10]

### Chega
- Filipe Melo.[11]
- Felicidade Vital.[11]
- José Dias Fernandes.[11][12]

### PAN
- Inês Sousa Real.[12]

### PSD
- Almiro Moreira.[7]
- Andreia Neto.[7]
- Carlos Cação.[7]
- Carlos Eduardo Reis.[7]
- Francisco Covelinhas Lopes.[12]
- Hugo Soares.[9]
- Maurício Marques.[7]
- Ofélia Lopes.[7]
- Olga Freire.[7]
- Pedro Neves Sousa.[7]

### PS
- José Rui Cruz[12]
- Ricardo Costa.[12]

## Autarcas
- Presidente da Câmara Municipal de Óbidos, Telmo Faria.[7]